# Oliver Jeffers
Oliver Jeffers OBE (Port Hedland, Australia, 1977) es un artista, ilustrador y escritor irlandés. Vivió en Belfast, Irlanda del Norte y ahora vive y trabaja en Brooklyn. Se graduó en la Universidad de Ulster en 2001.

## Vida y obra
Es un hombre que ha aprovechado su creatividad para escribir e ilustrar libros infantiles y juveniles, los cuales han tenido un gran éxito. En los últimos años a este hombre se le ha empezado a considerar más que un escritor, es visto como un hombre realista y creativo.
Jeffers ha escrito varios libros y algunos o la mayoría han llegado a Estados Unidos y Nueva York.

## Sus logros
De la pintura figurativa y la instalación, a la ilustración y la toma de foto-libro, su obra se ha expuesto en Nueva York, el Museo de Brooklyn, Berlín, Dublín, Londres, Sydney, Washington DC, y Belfast.
Es ampliamente conocido por sus libros ilustrados para niños, publicado por HarperCollins UK y Penguin EE.UU.. Cómo atrapar una estrella debutó en 2004 con gran éxito de crítica, y Lost and Found (2005), ganó el Nestlé Smarties Book Prize Medalla de Oro 2006, el Premio del Libro de Peter azul de 2006 y fue nominado para la Medalla Kate Greenaway el mismo año. El increíble libro Comer Boy (2007) ganó el libro los irlandeses Premios del Libro Infantil del Año, y su cuarto libro The Way Back Home fue lanzado en septiembre de 2007 y The Great Paper Caper fue lanzado en septiembre de 2008.  Stuck y This Moose Belongs to Me, ambos pertenciendo a la lista de Best seller del The New York Times.

The Day the Crayons Quit fue # 1 en la lista del New York Times Best Seller.

El estilo de ilustración Jeffers 'utiliza técnica mixta y es reconocida por su sutil narración y el uso del espacio en la composición. Como ilustrador freelance ha trabajado para clientes como Orange UK, Lavazza, Sony PSP, RCA Records, Starbucks, United Airlines, Newsweek, Wired, Irish Times, The Guardian, Creative Review, New York Times, Kinder y The Telegraph.

La obra de Jeffers consiste en la pintura figurativa ejecutado en lona u objetos tridimensionales, ambos encontrados y hechos. En su exposición individual "Información adicional", (Belfast, diciembre de 2006) estudió el equilibrio entre forma y contenido trazando paralelos entre las artes y las ciencias, en las que óleos figurativos lo tenían más relajado que con ecuaciones matemáticas.
Como co-fundador de la OAR colectivo de arte, junto con Rory Jeffers, Mac Premo y Duke Riley, sus exposiciones incluyeron 9 días en Belfast, y el libro galardonado con el premio "Building".

En 2007, Jeffers hizo oficial el Día Mundial del libro ilustrado.

Jeffers convirtió "Perdido y Encontrado" en el primer libro para ser hecho en animación con sede en Londres en los AKA Estudios, que se estrenó en la víspera de Navidad de 2008 en el canal 4. En Australia se emitió en la víspera de Navidad de 2009, en ABC1 y el día de Navidad de 2009, en ABC3. Perdido y encontrado la animación ha ganado más de 40 premios internacionales, incluyendo un BAFTA a la mejor animación en 2009.

En 2008, Jeffers aparece en la lista de The times en "Las mejores nuevas imágenes de libros ilustrados"

En 2012, Jeffers realizó ilustraciones para la campaña publicitaria de televisión de "Kinder" en Reino Unido.
En 2013, Jeffers ilustra la cubierta de vinilo para la canción Ordinary Love de U2.
En 2022, recibió la Orden del Imperio Británico por su destacada labor como autor e ilustrador.

## Lista de obras
Autor e ilustrador
- Cómo atrapar una estrella (2004)
- Perdido y encontrado (2005)
- El increíble niño comelibros (2006)
- De vuelta a casa (2007)
- El Gran Paper Caper (2008)
- El Misterioso Caso del Oso (2008)
- El corazón y la botella (2010)
- Arriba y abajo (2010)
- Atrapados (2011)
- Los Huguis en el Jersey Nuevo (2012)
- This Moose Belongs to Me (2012)
- Los Hueys en que no era yo (2013)
- Este alce es mio (2013)
- Lo que construiremos (2020)
- Hay un fantasma en esta casa (2021)

Ilustrador
- Noah Barleywater corre lejos, de John Boyne (2010)
- El niño que nadó con pirañas, de David Almond (2012)
- La cosa terrible que le sucedió a Barnaby Brocket, de John Boyne (2012)
- Five Go to Smugglers Top, de Enid Blyton, 70 aniversario de la edición limitada (2012)
- El día que los crayones renunciaron, de Drew Daywalt (2013)

Otros
- Ni aquí ni allá - una monografía de pinturas de Oliver Jeffers, publicado por Gestalten (2012)

## Premios
- 2004 Mi lista - Booktrust Años Premio Early (Mejor Nuevo Illustrator) Cómo coger una estrella
- 2005 Mérito - CBI Bisto Book of the Year Awards Cómo coger una estrella
- 2005 Mi lista - Kate Greenaway Medal Perdido y Encontrado
- 2005 Premio de Oro - Nestlé Smarties Book Prize (5 años y en la categoría) Lost and Found
- 2006 Ganador - Blue Peter Book Award Perdido y Encontrado
- 2006 Mi lista - Booktrust Años Premio Early (Premio Pre-Escolar)
- 2006 Ganador - Canal 4 Richard & Judy Premio El increíble libro Comer Boy
- 2006 Mérito - CBI Bisto Book of the Year Awards Perdido y Encontrado
- 2007 longlist - Big Picture Mejor Nuevo Illustrator (Booktrust)
- 2007 Mi lista - Redhouse Premio El increíble libro Comer Boy
- 2007 Ganador - Book Awards irlandesa The Incredible libro Comer Boy
- 2007 Premio de Bronce - Norfolk Bibliotecas para niños Book Award El increíble libro Comer Boy
- 2007 Técnico - Reserva de Independiente Librería del Año El increíble libro Comer Boy Libro British Book Awards Infantil del Año El increíble libro Comer Boy
- 2007 lista de favoritos
- 2007 Mérito - CBI Bisto Book of the Year Awards El increíble libro Comer Boy
- 2008 Mérito - CBI Bisto Book of the Year Awards The Way Back Home
- 2008 lista de favoritos - Book Awards irlandesa The Way Back Home
- 2009 Mi lista - Kate Greenaway Medal The Way Back Home
- 2009 Mi lista - Premio Roald Dahl Funny (6 años y en la categoría) The Great Paper Caper
- 2009 Mi lista - Somerset Premio Fiction The Way Back Home
- 2009 Mérito - CBI Bisto Book of the Year Awards The Great Paper Caper
- 2009 lista de favoritos - "Premios Irish Book The Great Paper Caper
- 2009 Ganador - BAFTA infantiles Premios Lost and Found Mejor Película Ilustrado con Studio AKA
- 2010 Mi lista - Kate Greenaway Medal The Great Paper Caper
- 2010 Ganador - Nueva York Premios Emmy Mejor Comercial, Artwalk 09
- 2010 Ganador - Nueva York Emmy Awards Best Graphics, Artwalk 09
- 2010 Ganador - British Design Libro y Premios Producción El corazón y la botella
- 2011 Mi lista - CBI Libro de las concesiones del año El corazón y la botella
- 2011 Mi lista - CBI Libro del Año Premios Up & Down
- 2011 Ganador - V & A
- 2011 Ejemplo de libro Premio El corazón y la botella
- 2011 Mi lista - Kate Greenaway Medal El corazón y la botella
- 2012 Ganador - CBI Libro de Honor del Premio Premios del año de Ilustración, Stuck
- 2012 Mi lista - Premio divertido Roald Dahl (6 años y en la categoría) Stuck
- 2012 Ganador - Libro Irish Book Premios Júnior Infantil del Año - Este Moose Belongs to Me
- 2012 Ganador - The New York Times Book Review Uno de los libros de los mejores niños Illustrated del año para los Huey en The New Sweater
- 2013 Finalista - Kitschies Inky tentáculo de arte de la cubierta de la cosa terrible que le sucedió a Barnaby Brocket por John Boyne
- 2013 Mi lista - Opción Lista Maestra Virginia lectores, selección primaria, Stuck
- 2013 Ganador - Premio Orbil mejor libro ilustrado, Stuck
- 2013 Ganador - CBI Libro del Año Premios Premio de Honor de la ilustración, este Moose Belongs To Me